# 1974년 FIFA 월드컵 예선
1974년 FIFA 월드컵 예선에는 총 99개국이 참가를 신청하였는데, 16장의 본선 진출권 가운데 서독이 개최국 자격으로 자동 진출하게 되었고, 브라질이 지난 대회 우승 팀 자격으로 자동 진출하여, 14장의 진출권을 놓고 예선을 치렀다.
1974년 FIFA 월드컵에 출전하게 될 14개의 티켓은 배분은 아래와 같이 이루어졌다.
- 유럽 (UEFA) : 9.5 장 (32개 팀), 8장 (본선 직행) + 1장 (개최국 서독) + 0.5장 (남미와의 대륙간 플레이오프를 통해 결정함)
- 남아메리카 (CONMEBOL) : 3.5장 (9개 팀), 2장 (본선 직행) + 1장 (전년도 우승 팀 브라질) + 0.5장 (유럽과의 대륙간 플레이오프를 통해 결정함)
- 북아메리카 (CONCACAF) : 1장 (14개 팀)
- 아프리카 (CAF) : 1장 (24개 팀)
- 아시아 (AFC)와 오세아니아 (OFC) : 1장 (18개 팀)

## 지역 예선
- 유럽 (UEFA)

1조 - 스웨덴 본선 진출.
2조 - 이탈리아 본선 진출.
3조 - 네덜란드 본선 진출.
4조 - 동독 본선 진출.
5조 - 폴란드 본선 진출.
6조 - 불가리아 본선 진출.
7조 - 유고슬라비아 본선 진출.
8조 - 스코틀랜드 본선진출.
9조 - 소련 은 남미와의 대륙간 플레이오프 진출.
- 남미 (CONMEBOL)

우루과이, 아르헨티나 본선 진출. 칠레는 유럽과의 대륙간 플레이오프 진출.
- 북중미카리브 (CONCACAF)

아이티 본선 진출.
- 아프리카 (CAF)

자이르 본선 진출.
- 아시아·오세아니아 (AFC·OFC)

오스트레일리아 본선 진출.

## 대륙간 플레이오프
- 유럽 - 남미 플레이오프
  -  칠레가 합계 2 : 0으로 본선 진출.

| 팀 1 | 합계  | 팀 2 | 1차전 | 2차전        |
| ---- | ----- | ---- | ----- | ------------ |
| 소련 | 0 - 2 | 칠레 | 0 - 0 | 0 - 2 (몰수) |

소련이 1973년 9월 칠레에서 일어난 쿠데타와 관련된 정치적인 문제, 안전 문제를 이유로 칠레 원정 경기를 거부했다. FIFA는 해당 경기를 소련의 0-2 몰수패로 처리했다.

## 본선 진출국
|  | 본선 진출                 |
|  | 탈락 (기권과 실격을 포함) |
|  | 불참                      |
|  | FIFA 비회원               |

| 팀             | 참가 자격                        | 본선 진출 확정일 | 통산 출전 횟수 | 마지막 진출 | 연속 진출 횟수 | 역대 최고 성적               |
| -------------- | -------------------------------- | ---------------- | -------------- | ----------- | -------------- | ---------------------------- |
| 서독(H)        | 개최국                           | 1966년 7월 6일   | 8              | 1970        | 6              | 우승 (1954)                  |
| 브라질(C)      | 1970년 FIFA 월드컵 우승          | 1970년 6월 21일  | 10             | 1970        | 10             | 우승 (1958, 1962, 1970)      |
| 우루과이       | 남미 예선 1조 1위                | 1973년 7월 8일   | 7              | 1970        | 4              | 우승 (1930, 1950)            |
| 스코틀랜드     | 유럽 예선 8조 1위                | 1973년 9월 26일  | 3              | 1958        | 1              | 조별 리그 (1954, 1958)       |
| 아르헨티나     | 남미 예선 2조 1위                | 1973년 10월 7일  | 6              | 1966        | 1              | 준우승 (1930)                |
| 폴란드         | 유럽 예선 5조 1위                | 1973년 10월 17일 | 2              | 1938        | 1              | 16강 (1938)                  |
| 이탈리아       | 유럽 예선 2조 1위                | 1973년 10월 20일 | 8              | 1970        | 4              | 우승 (1934, 1938)            |
| 동독           | 유럽 예선 4조 1위                | 1973년 11월 13일 | 1              | 첫 출전     | 1              | 첫 출전                      |
| 오스트레일리아 | 아시아·오세아니아 최종 예선 승자 | 1973년 11월 13일 | 1              | 첫 출전     | 1              | 첫 출전                      |
| 불가리아       | 유럽 예선 6조 1위                | 1973년 11월 14일 | 4              | 1970        | 4              | 조별 리그 (1962, 1966, 1970) |
| 네덜란드       | 유럽 예선 3조 1위                | 1973년 11월 18일 | 3              | 1938        | 1              | 16강 (1934, 1938)            |
| 칠레           | 유럽-남미 플레이오프 승자        | 1973년 11월 21일 | 5              | 1966        | 1              | 3위 (1962)                   |
| 스웨덴         | 유럽 예선 1조 1위                | 1973년 11월 27일 | 6              | 1970        | 2              | 준우승 (1958)                |
| 자이르         | 아프리카 최종 예선 1위           | 1973년 12월 9일  | 1              | 첫 출전     | 1              | 첫 출전                      |
| 아이티         | 북중미 최종 예선 1위             | 1973년 12월 14일 | 1              | 첫 출전     | 1              | 첫 출전                      |
| 유고슬라비아   | 유럽 예선 7조 1위                | 1974년 2월 13일  | 6              | 1962        | 1              | 4위 (1930, 1962)             |

- (H) - 개최국으로서 자동 진출

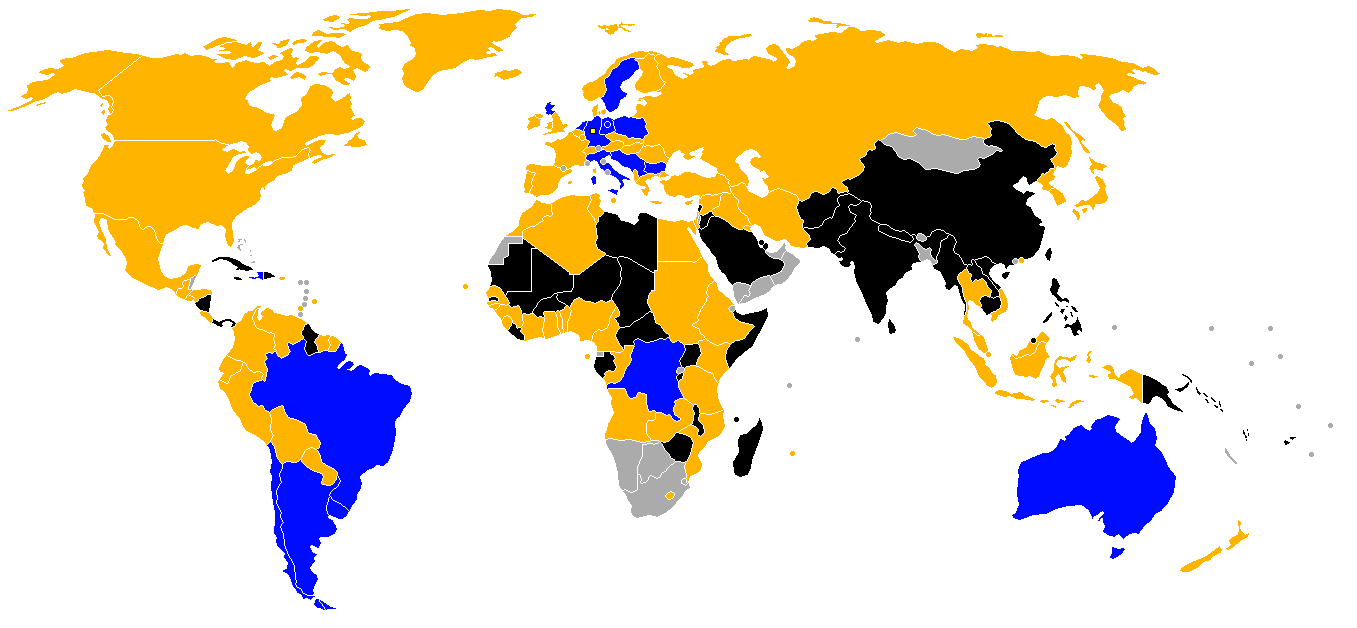
1974년 FIFA 월드컵 예선

- (C) - 1970년 FIFA 월드컵 우승 팀으로서 자동 진출